# Kosmati predsednik
Kosmati predsednik je lovski roman in hkrati politična satira, ki pripoveduje o kandidaturi in izvolitvi lovskega psa za predsednika republike.

## Vsebina
Roman se prične z novico o smrti predsednika republike Transacije, ki spominja na Slovenijo. Novica pride tudi do lovcev, ki popivajo po nedeljskem lovu. Dobijo idejo, da bi bilo najpametneje, da bi vlogo predsednika prevzel pes. V trenutku vsi pomislijo na Podskočnikovega ostarelega psa, brak-jazbečarja Bara, ki je za psa zelo pameten.
Tako ga najbolj vplivni lovci, Jokl - največji strokovnjak ustavnega prava, specialist za ločitve - imenovan Regent, zdravnik porodničar ter poet s pomočjo Podskočnikovega najstarejšega sina, ki je hkrati tudi pripovedovalec romana, prijavijo kot predsedniškega kanditata. Podporo jim poda poslanec Frenk, ki je tudi sam lovec. Prične se volilni boj in kljub vsem oviram Baro postane predsednik. Skozi roman izvemo prigode iz kampanje ter spoznamo življenje predsednika, predstavljeno na hudomušen način. Baro se v svoji novi vlogi počuti odlično, njegov lastnik Pavle pa nad tem ni ravno navdušen. Omehča se šele, ko mu obljubijo, da si bo s predsedniško plačo svojega psa lahko kupil japonski džip. V nasprotju s Pavlom pa njegov sin, ki spremlja Bara, naravnost uživa v slavi, ki je je delžen. V ozadju dogajanja je predstavljena njegova prva ljubezenska izkušnja, katere izid na koncu ni jasen. Baro kot predsednik najprej priseže, nato otvori še nekaj dogodkov, kot je recimo pasja razstava, na koncu pa njegovi zastopniki organizirajo še protestni lov. Baro počasi opeša, zato mu k odrešitvi pomaga prav lastnik.
Roman se na satirično - ironični način poleg politike loteva tudi drugih aktualnih tem, kot sta vračanje gozdov nekdanjim lastnikom ter prizadevanja prejšnjih lastnikov, da bi sprivatizirali lov.